# UNE-15038
La norma de qualitat UNE-EN 15038:2006 és una norma europea que certifica exclusivament els serveis del procés de traducció, així com altres aspectes que influeixen en la prestació del servei, com ara l'assegurament de la qualitat i la traçabilitat.
Hi ha hagut diverses iniciatives a nivell europeu per a crear una norma universal de qualitat per a certificar els serveis de traducció per a poder aconseguir aquest reconeixement i diferenciació en el sector a través d'auditories individuals. Podríem posar com a exemples la norma italiana UNI 10574, l'austríaca D 1200 i Önorm D 1201, l'holandesa Dutch Taalmerk i l'alemanya German DIN 2345. L'any 1999 l'EUATC (Associació d'Empreses de Traducció de la Unió Europea) va considerar que era necessari fer una norma de traducció específica per a la indústria, que va acabar amb la culminació de la publicació de la norma el maig del 2006.
La UNE-EN 15038:2006 va ser aprovada pel Comitè Europeu de Normalització (CEN) el dia 13 d'abril de 2006 i publicada oficialment el mes de maig del 2006. Els organismes de normalització dels següents països estan obligats a adoptar aquesta norma europea: Alemanya, Àustria, Bèlgica, Xipre, Dinamarca, Eslovàquia, Eslovènia, Espanya, Estònia, Finlàndia, França, Grècia, Hongria, Irlanda, Islàndia, Itàlia, Letònia, Lituània, Luxemburg, Malta, Noruega, Països Baixos, Polònia, Portugal, Regne Unit, República Txeca, Romania, Suècia i Suïssa.
Aquesta norma estableix els requisits que un proveïdor de serveis de traducció (PST) ha de tenir en compte durant el procés de traducció, tant pel que fa als recursos humans i tècnics involucrats en aquest procés, la gestió de la qualitat, la gestió de projectes, les relacions contractuals amb els seus clients i proveïdors i els procediments del servei. Aquesta norma, per tant, exigeix que el proveïdor de serveis de traducció disposi d'un procediment documentat per a la gestió de projectes de traducció i descriu les diferents fases de la gestió de projectes, des del control i supervisió del procés de preparació (planificació de la comanda, pressupostos, documentació prèvia) fins al procés de validació per a l'entrega final al client (revisió, correcció de concepte, tancament de la comanda).
El procés de traducció queda dividit en cinc fases:
1. Planificació de la comanda
2. Traducció
3. Revisió
4. Correcció de concepte (si s'escau)
5. Validació final del projecte

Cal destacar que cada part del procés de traducció és una fase més d'aquest procés. Per tant, és OBLIGATORI que una vegada feta la traducció, aquesta sigui revisada per un revisor que tingui les mateixes competències professionals que el traductor. Aquestes competències professionals queden completament descrites en el gruix de la norma.
Perquè un servei es consideri conforme a la norma UNE-EN 15038:2006 ha d'incloure com a mínim, traducció i revisió:
- Traducció: Conversió del text en llengua de sortida (origen) a la llengua d'arribada (destí).
- Revisió: Comprovació de la traducció comparant-la amb el text d'origen.
- Correcció de concepte: Comprovació del llenguatge d'especialitat.
- Correcció de proves: correcció i revisió de galerades abans d'anar a impremta.

Les competències professionals mínimes que han de tenir són:
- Titulació d'estudis superiors en traducció (titulació reconeguda)
- Qualificació equivalent en una altra especialitat més un mínim de dos anys d'experiència.
- Cinc anys d'experiència professional demostrable en el camp de la traducció.